# ناصرکیاده میان محله
میان محله ناصرکیاده، روستایی از توابع بخش رودبنه شهرستان لاهیجان در استان گیلان ایران است.

## جمعیت
براساس سرشماری مرکز آمار ایران در سال ۱۳۸۵، جمعیت آن ۲۲۶ نفر (۶۸خانوار) بوده‌است.